# Vígh József (labdarúgó)
Vígh József, Iosif Vigu (Érsemjén, 1946. május 15. –) magyar nemzetiségű, román válogatott labdarúgó, hátvéd, középpályás, edző.

## Pályafutása

### Klubcsapatban
1958-ban a nagyváradi Vörös Lobogó (Flamura Roşie) csapatában, Golyó bácsinál, kezdte a labdarúgást. 1963-ban került a Crişana Oradea-hoz, majd 1964-ben a Crişul Oradea együtteséhez. Az utóbbinál mutatkozott be az élvonalban. 1966-ban a Steaua Bucureşti-hez igazolták ahol 1980-ig játszott, egyéves megszakítással (1973-74) amikor is a FC Constanţa-nál futballozott. Az 1980–81-es idényben az ASA Târgu Mureș játékosa volt, 1981-82-ben pedig a ASA Chimia Buzău csapatában játszott.
Itt hagyta abba az aktív labdarúgást, s 1983-tól mint edző tevékenykedik.

### A román válogatottban
1970 és 1979 között 22 alkalommal szerepelt a román válogatottban és két gólt szerzett. Kétszeres olimpiai válogatott.

## Sikerei, díjai
- Román bajnokság
  - bajnok.: 1967–68, 1975–76, 1977–78
- Román kupa
  - győztes: 1969, 1970, 1971, 1976, 1979

## Statisztika

### Mérkőzései a román válogatottban
| #   | Dátum      | Helyszín     | Ellenfél      | Eredmény | Kiírás       | Esemény |
| --- | ---------- | ------------ | ------------- | -------- | ------------ | ------- |
| 1.  | 1970-10-11 | Bukarest     | Finnország    | 3 - 0    | Eb-selejtező |         |
| 2.  | 1972-04-23 | Bukarest     | Peru          | 2 - 2    | barátságos   |         |
| 3.  | 1977-03-23 | Bukarest     | Törökország   | 4 - 0    | Balkán-kupa  | 75'     |
| 4.  | 1977-04-16 | Bukarest     | Spanyolország | 1 – 0    | vb-selejtező |         |
| 5.  | 1977-04-27 | Bukarest     | NDK           | 1 – 1    | barátságos   |         |
| 6.  | 1977-05-08 | Zágráb       | Jugoszlávia   | 0 – 2    | vb-selejtező |         |
| 7.  | 1977-08-05 | Teherán      | Irán          | 0 – 0    | barátságos   |         |
| 8.  | 1977-08-14 | Rabat        | Csehszlovákia | 1 – 3    | barátságos   |         |
| 9.  | 1977-09-21 | Bukarest     | Görögország   | 6 - 1    | barátságos   |         |
| 10. | 1977-10-26 | Madrid       | Spanyolország | 2 - 0    | vb-selejtező |         |
| 11. | 1977-11-15 | Bukarest     | Jugoszlávia   | 4 – 6    | vb-selejtező | 2'      |
| 12. | 1978-03-22 | Isztambul    | Törökország   | 1 – 1    | Balkán-kupa  |         |
| 13. | 1978-04-05 | Buenos Aires | Argentína     | 2 - 0    | barátságos   |         |
| 14. | 1978-05-05 | Bukarest     | Bulgária      | 2 - 0    | Balkán-kupa  |         |
| 15. | 1978-05-14 | Bukarest     | Szovjetunió   | 0 - 1    | barátságos   |         |
| 16. | 1978-05-31 | Szófia       | Bulgária      | 1 – 1    | Balkán-kupa  |         |
| 17. | 1978-10-11 | Bukarest     | Lengyelország | 1 - 0    | barátságos   |         |
| 18. | 1978-10-25 | Bukarest     | Jugoszlávia   | 3 – 2    | vb-selejtező |         |
| 19. | 1978-11-15 | Valencia     | Spanyolország | 1 - 0    | vb-selejtező |         |
| 20. | 1978-12-13 | Athén        | Görögország   | 2 - 1    | barátságos   |         |
| 21. | 1978-12-19 | Tel-Aviv     | Izrael        | 1 - 1    | barátságos   |         |
| 22. | 1979-03-21 | Bukarest     | Görögország   | 3 - 0    | barátságos   |         |

Magyarázat: A felsorolt válogatott labdarúgó-mérkőzések eredményei mindig a labdarúgó (csapat) szempontjából értendők. A zöld háttér győztes, a halványpiros háttér vesztes, míg a sárga háttér döntetlennel zárult mérkőzést jelent. A fehér hátterű mérkőzések nem számítanak hivatalos felnőtt válogatott labdarúgó-mérkőzésnek.

Rövidítések: Eb – labdarúgó-Európa-bajnokság, vb – labdarúgó-világbajnokság, h. u. – hosszabbítás után.